# Pierre Jacques Onésyme Bergeret de Grancourt
Pour les articles homonymes, voir Bergeret.
Pierre Jacques Onésyme Bergeret de Grandcourt, seigneur de Grandcourt, comte de Nègrepelisse, commandeur et trésorier général de l'ordre de Saint Louis, receveur général des finances à Montauban en 1751, est un amateur d'art, ami du peintre Jean-Honoré Fragonard. Il est né le 18 juin 1715 à Saint-Nicolas-des-Champs, Paris, et décédé le 21 février 1785, à Paris, à l’âge de 69 ans.

## Mécène et collectionneur
Fils ainé de Pierre-François Bergeret, il hérite de sa fortune considérable. Il devient mécène et grand protecteur de Jean-Honoré Fragonard, avec lequel il fit un voyage artistique, un Grand Tour d'une année en Italie et au Saint-Empire (1773-1774) et en passant deux semaines par son château de Nègrepelisse. Son portrait (en pied), par Fragonard, est au musée Atger à Montpellier, un autre peint par François-André Vincent est au Musée de Besançon.
Pierre-Adrien Pâris fait visiter l'Italie à Bergeret de Grandcourt et intervient au château de la Bretêche, chez un frère de madame Bergeret et dans de nombreuses propriétés du couple : Nointel, Negrepelisse… Il rachète des collectionslors de la vente des biens de Bergeret de Grandcourt en 1786.
Le grand hôtel Bergeret à l'extrémité nord de la rue du Temple, un des plus beaux et des plus riches immeubles du quartier, est racheté le 7 mars 1789 par la manufacture de porcelaine Dihl et Guérhard pour 330 000 livres.

## Descendance
Pierre Jacques Onésyme Bergeret de Grandcourt se marie le 31 août 1741, Saint-Eustache, Paris, avec Marguerite Josèphe Richard de La Bretèche, décédée en 1751. Elle est la fille de Jean Pierre Richard, écuyer 1674-1747 et de Marie Anne de Boullogne. Marguerite Richard est aussi la sœur de l'Abbé de Saint-Non. Le couple a deux fils :
- Pierre Bergeret de Frouville, comte de Nègrepelisse (1742-1810), marié le 11 octobre 1796, L'Isle-Adam (95), avec Catherine Julie Xavier Poisson de La Chabeaussière 1747-1813, propriétaire de la Folie Beaujon.
- Jean Marie Bergeret de Tulemont (1746-1790) marié le 6 août 1779, Neuchâtel, canton de Neuchâtel (Suisse), avec Françoise de Marval

En août 1777, il épouse en troisièmes noces Jeanne Viguier, sa femme de chambre ; et légitime la fille de celle-ci, Joséphine Claudine Pierrette Bergeret (ca. 1770-1802), mariée le 16 juin 1789 à Saint-Sulpice, Paris, avec François Charles Adrien Simon, vicomte de Carneville (1754-1816).

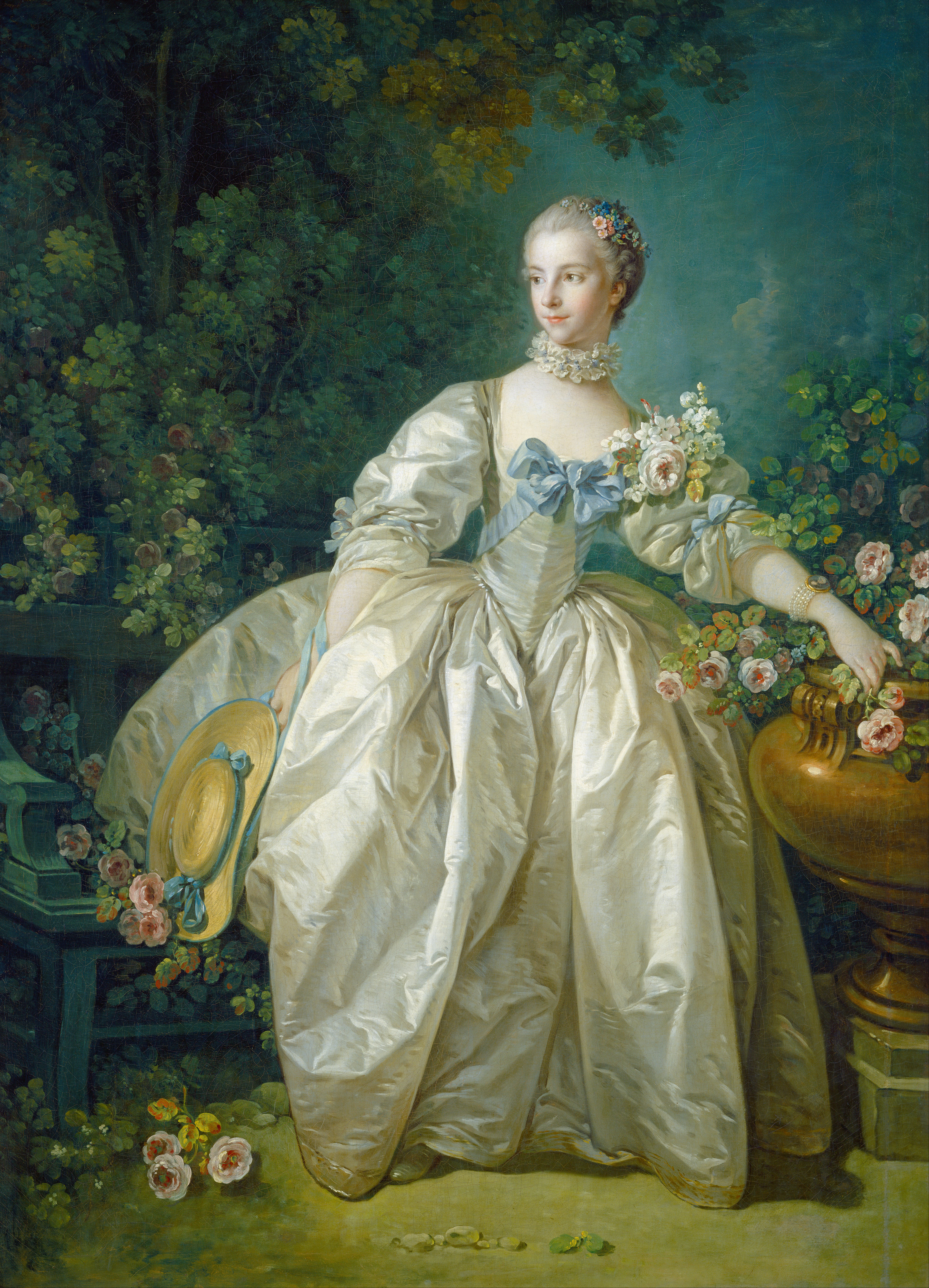
Marguerite Richard, Madame Bergeret
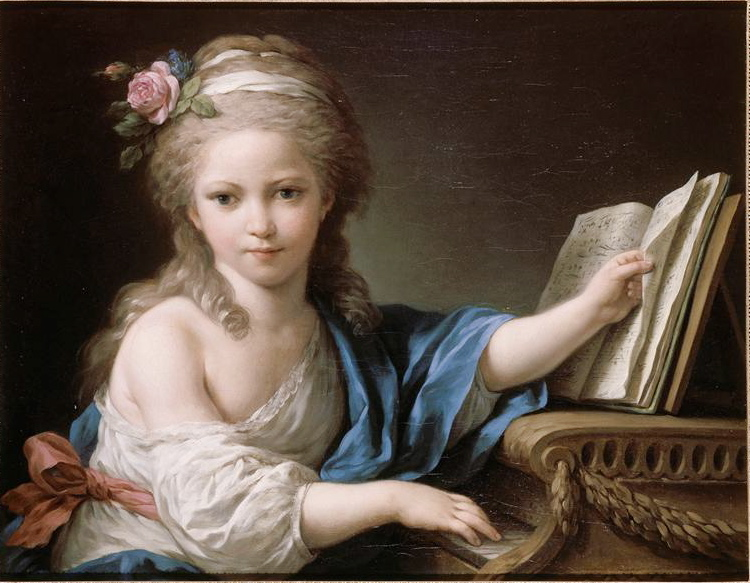
Joséphine Bergeret